# Montenegró a 2016. évi nyári olimpiai játékokon
Montenegró a brazíliai Rio de Janeiróban megrendezendő 2016. évi nyári olimpiai játékok egyik részt vevő nemzete volt.

## Atlétika
Férfi
| Versenyző       | Versenyszám   | Selejtező | Selejtező | Döntő    | Döntő    |
| Versenyző       | Versenyszám   | Eredmény  | Helyezés  | Eredmény | Helyezés |
| --------------- | ------------- | --------- | --------- | -------- | -------- |
| Danijel Furtula | Diszkoszvetés | Nincs     | —         | kiesett  | kiesett  |

Női
| Versenyző         | Versenyszám | Eredmény      | Helyezés      |
| ----------------- | ----------- | ------------- | ------------- |
| Slađana Perunović | Maraton     | Nem ért célba | Nem ért célba |

## Cselgáncs
Férfi
| Versenyző        | Versenyszám | Selejtező                | 32-es főtábla     | Nyolcaddöntő      | Negyeddöntő       | Elődöntő          | Vigaszág elődöntő | Bronz- mérkőzés   | Döntő             | Helyezés |
| Versenyző        | Versenyszám | Ellenfél Eredmény        | Ellenfél Eredmény | Ellenfél Eredmény | Ellenfél Eredmény | Ellenfél Eredmény | Ellenfél Eredmény | Ellenfél Eredmény | Ellenfél Eredmény | Helyezés |
| ---------------- | ----------- | ------------------------ | ----------------- | ----------------- | ----------------- | ----------------- | ----------------- | ----------------- | ----------------- | -------- |
| Srđan Mrvaljević | Váltósúly   | Duminică (MDA) · 000–002 | kiesett           | kiesett           | kiesett           | kiesett           | kiesett           | kiesett           | kiesett           |          |

## Kézilabda

### Női
| Montenegrói női kézilabdacsapat-játékoskeret | Montenegrói női kézilabdacsapat-játékoskeret                                                                                  |
| --- | --- |
| - Sonja Barjaktarović - Anđela Bulatović - Katarina Bulatović - Đurđina Jauković - Marija Jovanović - Andrea Klikovac - Suzana Lazović - Majda Mehmedović | - Biljana Pavičević - Radmila Petrović - Bojana Popović - Jovanka Radičević - Milena Raičević - Marina Rajčić - Ema Ramusović |

#### Eredmények
Csoportkör
A csoport
| Hely. | Csapat              | M | Gy | D | V | G+  | G–  | Gk  | P | Továbbjutás |
| ----- | ------------------- | - | -- | - | - | --- | --- | --- | - | ----------- |
| 1.    | Brazília (BRA) (R)  | 5 | 4  | 0 | 1 | 138 | 117 | +21 | 8 | Negyeddöntő |
| 2.    | Norvégia (NOR)      | 5 | 4  | 0 | 1 | 141 | 121 | +20 | 8 | Negyeddöntő |
| 3.    | Spanyolország (ESP) | 5 | 3  | 0 | 2 | 125 | 116 | +9  | 6 | Negyeddöntő |
| 4.    | Angola (ANG)        | 5 | 2  | 0 | 3 | 116 | 128 | −12 | 4 | Negyeddöntő |
| 5.    | Románia (ROU)       | 5 | 2  | 0 | 3 | 108 | 119 | −11 | 4 |             |
| 6.    | Montenegró (MNE)    | 5 | 0  | 0 | 5 | 107 | 134 | −27 | 0 |             |

| 2016. augusztus 6. 16:40 (21:40) | Montenegró (MNE) | 19–25       | Spanyolország (ESP) | Future Arena, Rio de Janeiro Játékvezetők: Bonaventura, Bonaventura (FRA) |
| 2016. augusztus 6. 16:40 (21:40) | Bulatović 5      | (10–14)     | négy játékos 4      | Future Arena, Rio de Janeiro Játékvezetők: Bonaventura, Bonaventura (FRA) |
| 2016. augusztus 6. 16:40 (21:40) | 4× 2×            | Jegyzőkönyv | 1× 3×               | Future Arena, Rio de Janeiro Játékvezetők: Bonaventura, Bonaventura (FRA) |

| 2016. augusztus 8. 21:50 (02:50) | Angola (ANG) | 27–25       | Montenegró (MNE) | Future Arena, Rio de Janeiro Játékvezetők: Alpaidze, Berekzina (RUS) |
| 2016. augusztus 8. 21:50 (02:50) | Guialo 7     | (12–12)     | Bulatović 9      | Future Arena, Rio de Janeiro Játékvezetők: Alpaidze, Berekzina (RUS) |
| 2016. augusztus 8. 21:50 (02:50) | 5× 3×        | Jegyzőkönyv | 4× 2×            | Future Arena, Rio de Janeiro Játékvezetők: Alpaidze, Berekzina (RUS) |

| 2016. augusztus 10. 11:30 (16:30) | Románia (ROU) | 25–21       | Montenegró (MNE) | Future Arena, Rio de Janeiro Játékvezetők: Elsayed, Rashed (EGY) |
| 2016. augusztus 10. 11:30 (16:30) | Neagu 10      | (11–9)      | Bulatović 9      | Future Arena, Rio de Janeiro Játékvezetők: Elsayed, Rashed (EGY) |
| 2016. augusztus 10. 11:30 (16:30) | 4× 3×         | Jegyzőkönyv | 4× 4×            | Future Arena, Rio de Janeiro Játékvezetők: Elsayed, Rashed (EGY) |

| 2016. augusztus 12. 16:40 (21:40) | Montenegró (MNE) | 19–28       | Norvégia (NOR) | Future Arena, Rio de Janeiro Játékvezetők: Coulibaly, Diabaté (CIV) |
| 2016. augusztus 12. 16:40 (21:40) | Jauković 5       | (11–16)     | Mørk 6         | Future Arena, Rio de Janeiro Játékvezetők: Coulibaly, Diabaté (CIV) |
| 2016. augusztus 12. 16:40 (21:40) | 5× 2×            | Jegyzőkönyv | 4× 3×          | Future Arena, Rio de Janeiro Játékvezetők: Coulibaly, Diabaté (CIV) |

| 2016. augusztus 14. 09:30 (14:30) | Montenegró (MNE) | 23–29       | Brazília (BRA) | Future Arena, Rio de Janeiro Játékvezetők: Mousaviyan, Kolahdouzan (IRI) |
| 2016. augusztus 14. 09:30 (14:30) | Pavićević 6      | (10–12)     | Belo 6         | Future Arena, Rio de Janeiro Játékvezetők: Mousaviyan, Kolahdouzan (IRI) |
| 2016. augusztus 14. 09:30 (14:30) | 5× 4×            | Jegyzőkönyv | 3× 3×          | Future Arena, Rio de Janeiro Játékvezetők: Mousaviyan, Kolahdouzan (IRI) |

| Csapat           | Helyezés |
| ---------------- | -------- |
| Montenegró (MNE) | 11.      |

## Tenisz
Nők
| Versenyző     | Versenyszám | 64-es főtábla         | 32-es főtábla     | Nyolcaddöntő      | Negyeddöntő       | Elődöntő          | Bronz- mérkőzés   | Döntő             | Helyezés |
| Versenyző     | Versenyszám | Ellenfél Eredmény     | Ellenfél Eredmény | Ellenfél Eredmény | Ellenfél Eredmény | Ellenfél Eredmény | Ellenfél Eredmény | Ellenfél Eredmény | Helyezés |
| ------------- | ----------- | --------------------- | ----------------- | ----------------- | ----------------- | ----------------- | ----------------- | ----------------- | -------- |
| Danka Kovinić | Egyes       | Keys (USA) · 3–6, 3–6 | kiesett           | kiesett           | kiesett           | kiesett           | kiesett           | kiesett           | kiesett  |

## Úszás
Férfi
| Versenyző   | Versenyszám | Előfutam | Előfutam | Előfutam | Elődöntő | Elődöntő | Elődöntő | Döntő   | Döntő    |
| Versenyző   | Versenyszám | Idő      | Hely.    | Össz.    | Idő      | Hely.    | Össz.    | Idő     | Helyezés |
| ----------- | ----------- | -------- | -------- | -------- | -------- | -------- | -------- | ------- | -------- |
| Maksim Inić | 50 m gyors  | 23,88    | 2.       | 51.      | kiesett  | kiesett  | kiesett  | kiesett | kiesett  |

Női
| Versenyző     | Versenyszám | Előfutam | Előfutam | Előfutam | Elődöntő | Elődöntő | Elődöntő | Döntő   | Döntő    |
| Versenyző     | Versenyszám | Idő      | Hely.    | Össz.    | Idő      | Hely.    | Össz.    | Idő     | Helyezés |
| ------------- | ----------- | -------- | -------- | -------- | -------- | -------- | -------- | ------- | -------- |
| Jovana Terzić | 100 m gyors | 59,59    | 4.       | 42.      | kiesett  | kiesett  | kiesett  | kiesett | kiesett  |

## Vitorlázás
Férfi
| Versenyző     | Versenyszám | Futam | Futam | Futam | Futam | Futam | Futam | Futam | Futam | Futam | Futam | Futam | Pontszám | Helyezés |
| Versenyző     | Versenyszám | 1     | 2     | 3     | 4     | 5     | 6     | 7     | 8     | 9     | 10    | É     | Pontszám | Helyezés |
| ------------- | ----------- | ----- | ----- | ----- | ----- | ----- | ----- | ----- | ----- | ----- | ----- | ----- | -------- | -------- |
| Milivoj Dukić | Laser       | 12    | 26    | 35    | 24    | 33    | 19    | 32    | 34    | 33    | 29    |       | 232      | 29.      |

## Vízilabda

### Férfi
| Montenegrói férfi vízilabdacsapat-játékoskeret                                                                               | Montenegrói férfi vízilabdacsapat-játékoskeret                                                               |
| --- | --- |
| - Darko Brguljan - Draško Brguljan - Uroš Čučković - Aleksandar Ivović - Mlađan Janović - Predrag Jokić (c) - Filip Klikovac | - Saša Mišić - Vjekoslav Pasković - Antonio Petrović - Zdravko Radić - Aleksandar Radović - Miloš Šćepanović |

#### Eredmények
Csoportkör
B csoport
| Hely. | Csapat                 | M | Gy | D | V | G+ | G– | Gk  | P | Továbbjutás |
| ----- | ---------------------- | - | -- | - | - | -- | -- | --- | - | ----------- |
| 1.    | Spanyolország (ESP)    | 5 | 3  | 1 | 1 | 46 | 35 | +11 | 7 | Negyeddöntő |
| 2.    | Horvátország (CRO)     | 5 | 3  | 0 | 2 | 37 | 37 | 0   | 6 | Negyeddöntő |
| 3.    | Olaszország (ITA)      | 5 | 3  | 0 | 2 | 40 | 41 | −1  | 6 | Negyeddöntő |
| 4.    | Montenegró (MNE)       | 5 | 2  | 1 | 2 | 36 | 32 | +4  | 5 | Negyeddöntő |
| 5.    | Egyesült Államok (USA) | 5 | 2  | 0 | 3 | 35 | 35 | 0   | 4 |             |
| 6.    | Franciaország (FRA)    | 5 | 1  | 0 | 4 | 28 | 42 | −14 | 2 |             |

| 2016. augusztus 6. 19:30 (0:30) | Franciaország (FRA)  | 4–7         | Montenegró (MNE) | Maria Lenk Aquatic Center, Rio de Janeiro Játékvezetők: Mark Koganov (AZE), Molnár Péter (HUN) |
| 2016. augusztus 6. 19:30 (0:30) | (0–2, 0–3, 1–0, 3–2) |             |                  | Maria Lenk Aquatic Center, Rio de Janeiro Játékvezetők: Mark Koganov (AZE), Molnár Péter (HUN) |
| 2016. augusztus 6. 19:30 (0:30) | négy játékos 1       | Jegyzőkönyv | Radović 3        | Maria Lenk Aquatic Center, Rio de Janeiro Játékvezetők: Mark Koganov (AZE), Molnár Péter (HUN) |

| 2016. augusztus 8. 20:50 (1:50) | Horvátország (CRO)   | 8–7         | Montenegró (MNE)        | Maria Lenk Aquatic Center, Rio de Janeiro Játékvezetők: Georgios Stavridis (GRE), Daniel Flahive (AUS) |
| 2016. augusztus 8. 20:50 (1:50) | (2–2, 2–1, 1–2, 3–2) |             |                         | Maria Lenk Aquatic Center, Rio de Janeiro Játékvezetők: Georgios Stavridis (GRE), Daniel Flahive (AUS) |
| 2016. augusztus 8. 20:50 (1:50) | három játékos 2      | Jegyzőkönyv | Da. Brguljan, Janović 2 | Maria Lenk Aquatic Center, Rio de Janeiro Játékvezetők: Georgios Stavridis (GRE), Daniel Flahive (AUS) |

| 2016. augusztus 10. 13:00 (18:00) | Montenegró (MNE)     | 5–6         | Olaszország (ITA) | Maria Lenk Aquatic Center, Rio de Janeiro Játékvezetők: Molnár Péter (HUN), Georgios Stavridis (GRE) |
| 2016. augusztus 10. 13:00 (18:00) | (1–2, 1–1, 0–1, 3–2) |             |                   | Maria Lenk Aquatic Center, Rio de Janeiro Játékvezetők: Molnár Péter (HUN), Georgios Stavridis (GRE) |
| 2016. augusztus 10. 13:00 (18:00) | Da. Brguljan 2       | Jegyzőkönyv | Di Fulvio 3       | Maria Lenk Aquatic Center, Rio de Janeiro Játékvezetők: Molnár Péter (HUN), Georgios Stavridis (GRE) |

| 2016. augusztus 12. 11:40 (16:40) | Egyesült Államok (USA) | 5–8         | Montenegró (MNE) | Maria Lenk Aquatic Center, Rio de Janeiro Játékvezetők: Radoslaw Koryzna (POL), Georgios Stavridis (GRE) |
| 2016. augusztus 12. 11:40 (16:40) | (1–2, 0–0, 2–2, 2–4)   |             |                  | Maria Lenk Aquatic Center, Rio de Janeiro Játékvezetők: Radoslaw Koryzna (POL), Georgios Stavridis (GRE) |
| 2016. augusztus 12. 11:40 (16:40) | Samuels 2              | Jegyzőkönyv | Da. Brguljan 2   | Maria Lenk Aquatic Center, Rio de Janeiro Játékvezetők: Radoslaw Koryzna (POL), Georgios Stavridis (GRE) |

| 2016. augusztus 14. 12:50 (17:50) | Montenegró (MNE)     | 9–9         | Spanyolország (ESP) | Olympic Aquatics Stadium, Rio de Janeiro Játékvezetők: Szergej Naumov (RUS), Radoslaw Koryzna (POL) |
| 2016. augusztus 14. 12:50 (17:50) | (2–2, 3–2, 2–4, 2–1) |             |                     | Olympic Aquatics Stadium, Rio de Janeiro Játékvezetők: Szergej Naumov (RUS), Radoslaw Koryzna (POL) |
| 2016. augusztus 14. 12:50 (17:50) | három játékos 2      | Jegyzőkönyv | Molina 2            | Olympic Aquatics Stadium, Rio de Janeiro Játékvezetők: Szergej Naumov (RUS), Radoslaw Koryzna (POL) |

Negyeddöntő
| 2016. augusztus 16. 11:00 (16:00) | Magyarország (HUN)   | 9–9         | Montenegró (MNE) | Olympic Aquatics Stadium, Rio de Janeiro Játékvezetők: Mark Koganov (AZE), Joseph Peila (USA) |
| 2016. augusztus 16. 11:00 (16:00) | (1–2, 2–3, 3–3, 3–1) |             |                  | Olympic Aquatics Stadium, Rio de Janeiro Játékvezetők: Mark Koganov (AZE), Joseph Peila (USA) |
| 2016. augusztus 16. 11:00 (16:00) | Erdélyi, Vámos 3     | Jegyzőkönyv | Ivović 3         | Olympic Aquatics Stadium, Rio de Janeiro Játékvezetők: Mark Koganov (AZE), Joseph Peila (USA) |
| 2016. augusztus 16. 11:00 (16:00) | Büntetőpárbaj:       |             |                  | Olympic Aquatics Stadium, Rio de Janeiro Játékvezetők: Mark Koganov (AZE), Joseph Peila (USA) |
| 2016. augusztus 16. 11:00 (16:00) | 2–4                  |             |                  | Olympic Aquatics Stadium, Rio de Janeiro Játékvezetők: Mark Koganov (AZE), Joseph Peila (USA) |

Elődöntő
| 2016. augusztus 18. 12:20 (17:20) | Montenegró (MNE)        | 8–12        | Horvátország (CRO) | Olympic Aquatics Stadium, Rio de Janeiro Játékvezetők: Adrian Alexandrescu (ROU), Joseph Peila (USA) |
| 2016. augusztus 18. 12:20 (17:20) | (3–4, 2–3 , 1–1 , 2 –4) |             |                    | Olympic Aquatics Stadium, Rio de Janeiro Játékvezetők: Adrian Alexandrescu (ROU), Joseph Peila (USA) |
| 2016. augusztus 18. 12:20 (17:20) | Ivović, Da. Brguljan 3  | Jegyzőkönyv | Bušlje 4           | Olympic Aquatics Stadium, Rio de Janeiro Játékvezetők: Adrian Alexandrescu (ROU), Joseph Peila (USA) |

Bronzmérkőzés
| 2016. augusztus 20. 13:00 (18:00) | Montenegró (MNE)     | 10–12       | Olaszország (ITA) | Olympic Aquatics Stadium, Rio de Janeiro Játékvezetők: Boris Margeta (SLO), Szergej Naumov (RUS) |
| 2016. augusztus 20. 13:00 (18:00) | (1–2, 3–3, 3–4, 3–3) |             |                   | Olympic Aquatics Stadium, Rio de Janeiro Játékvezetők: Boris Margeta (SLO), Szergej Naumov (RUS) |
| 2016. augusztus 20. 13:00 (18:00) | Janović 3            | Jegyzőkönyv | Presciutti 4      | Olympic Aquatics Stadium, Rio de Janeiro Játékvezetők: Boris Margeta (SLO), Szergej Naumov (RUS) |

| Csapat           | Helyezés |
| ---------------- | -------- |
| Montenegró (MNE) | 4.       |